# Abramivska Dolîna, Cernivți
Abramivska Dolîna (în ucraineană Абрамівська Долина) este un sat în comuna Mazurivka din raionul Cernivți, regiunea Vinnița, Ucraina.

## Demografie
Componența lingvistică a localității Abramivska Dolîna
     Ucraineană (99,37%)
     Alte limbi (0,63%)
Conform recensământului din 2001, majoritatea populației localității Abramivska Dolîna era vorbitoare de ucraineană (99,37%), existând în minoritate și vorbitori de alte limbi.